# アルヴィーゼ・ヴィヴァリーニ
アルヴィーゼ・ヴィヴァリーニ（Alvise VivariniまたはLuigi Vivarini, 1446年年ころ - 1502年年以降）は、15世紀に活躍したイタリアの画家である。ヴェネツィアのサンタ・マリア・グロリオーザ・デイ・フラーリ聖堂の装飾画「聖アンブロジウスと聖人たち」などで知られている。

## 略歴
ヴェネチアで生まれた。父親のアントニオ・ヴィヴァリーニ(Antonio Vivarini)はヴェネツィア本島と運河で隔てられているヴェネツィアの島ムラーノ出身の画家で、叔父のバルトロメオ・ヴィヴァリーニ(Bartolomeo Vivarini)も画家であり、母方の叔父、ジョヴァンニ・ダレマーニャ(Giovanni d'Alemagna)も画家であった。
アルヴィーゼ・ヴィヴァリーはバルトロメオ・ヴィヴァリーニから絵を学んだとされている。1476年ころ制作した作品では、当時ヴェネツィアに滞在していたアントネロ・ダ・メッシーナの影響を受け、父親たちのスタイルから離れた独自のスタイルを示している。1488年にヴェネツィアのドゥカーレ宮殿の大評議会の間(Sala del Gran Consiglio)の3点の装飾画の注文を受けたが、完成させることができずに亡くなり、弟子のマルコ・バサイティ(Marco Basaiti)がそれを完成させた。

## 作品

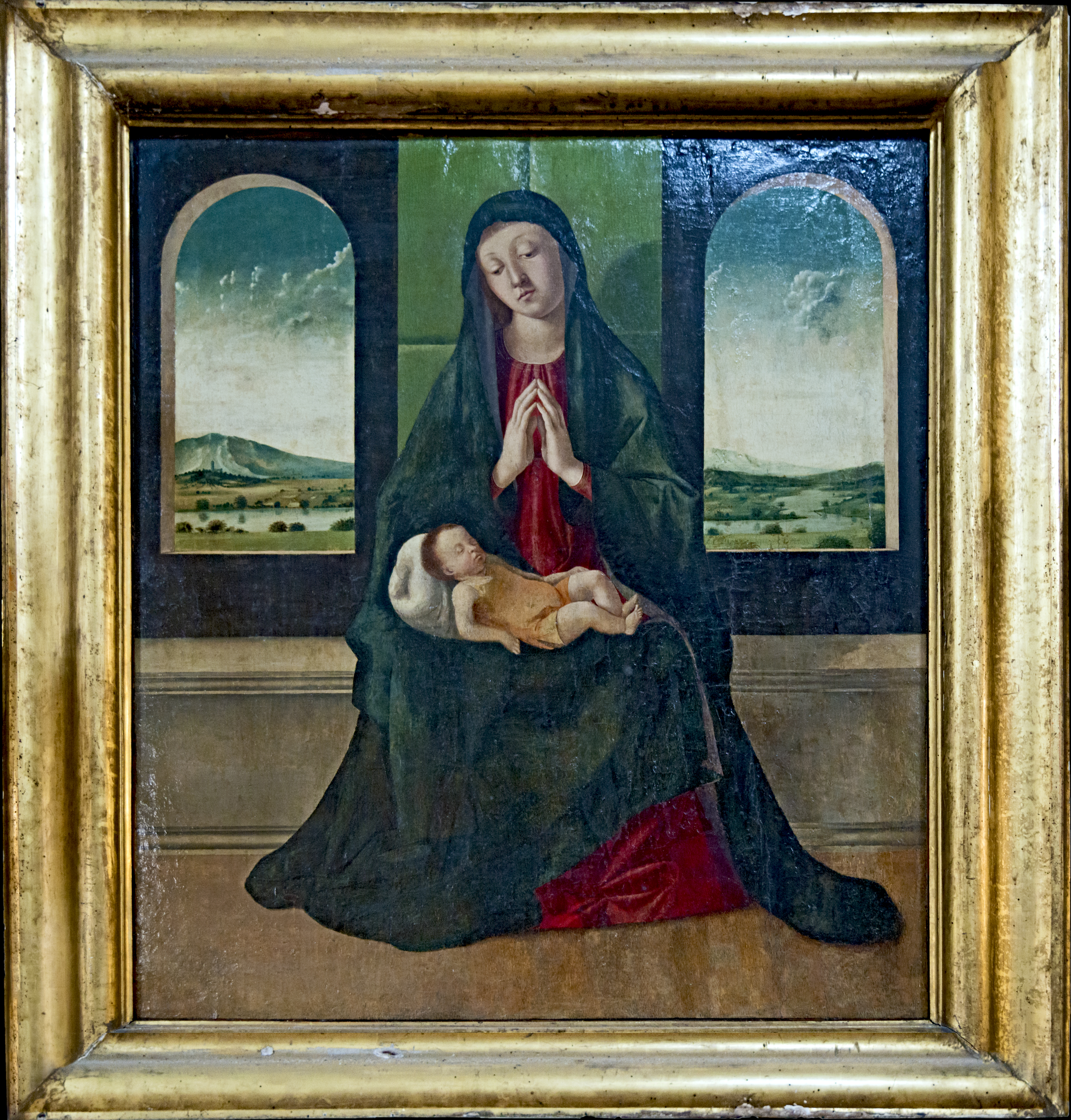
Madonna col Bambino, (1485-90)
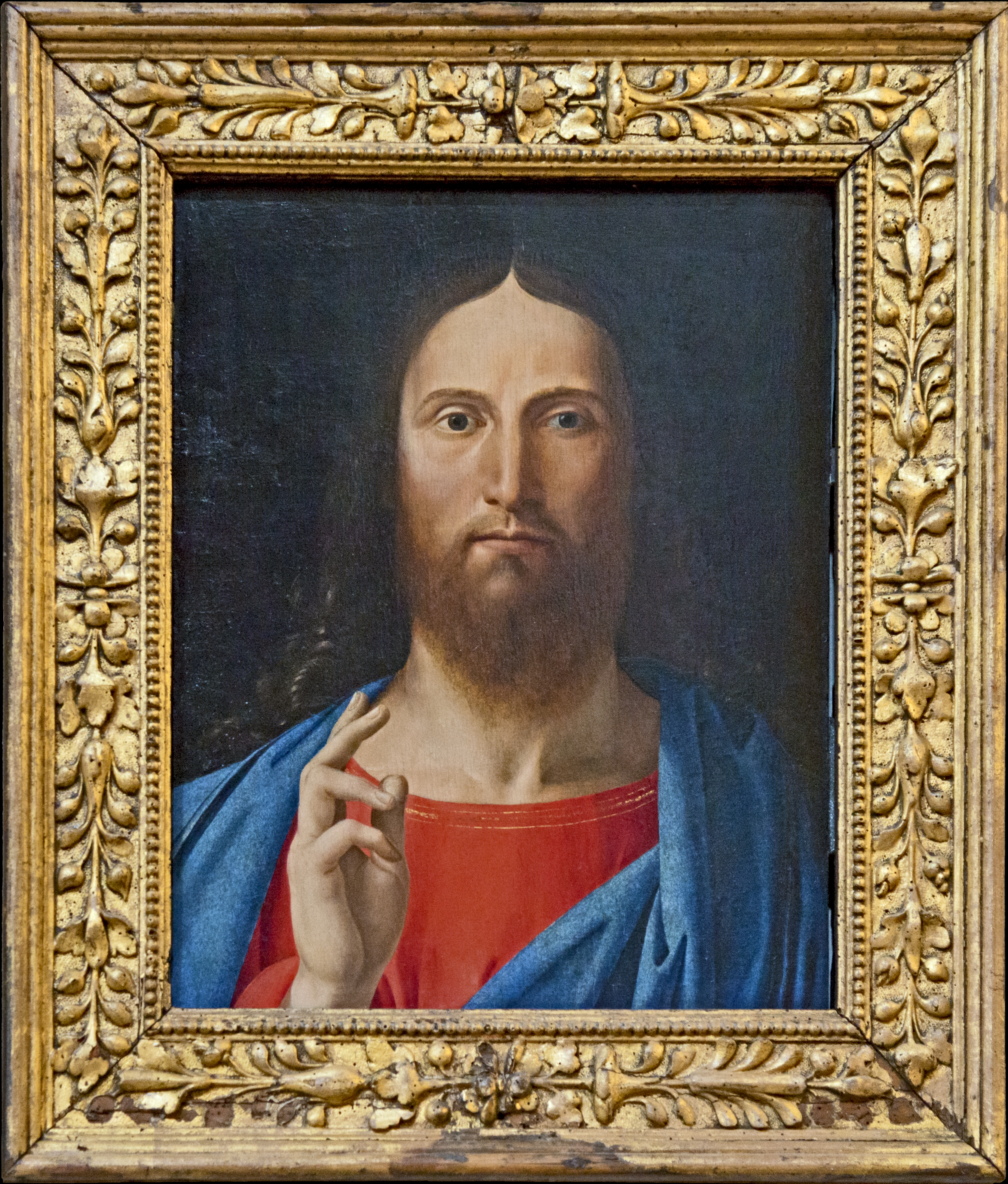
Cristo benedicente (1494)
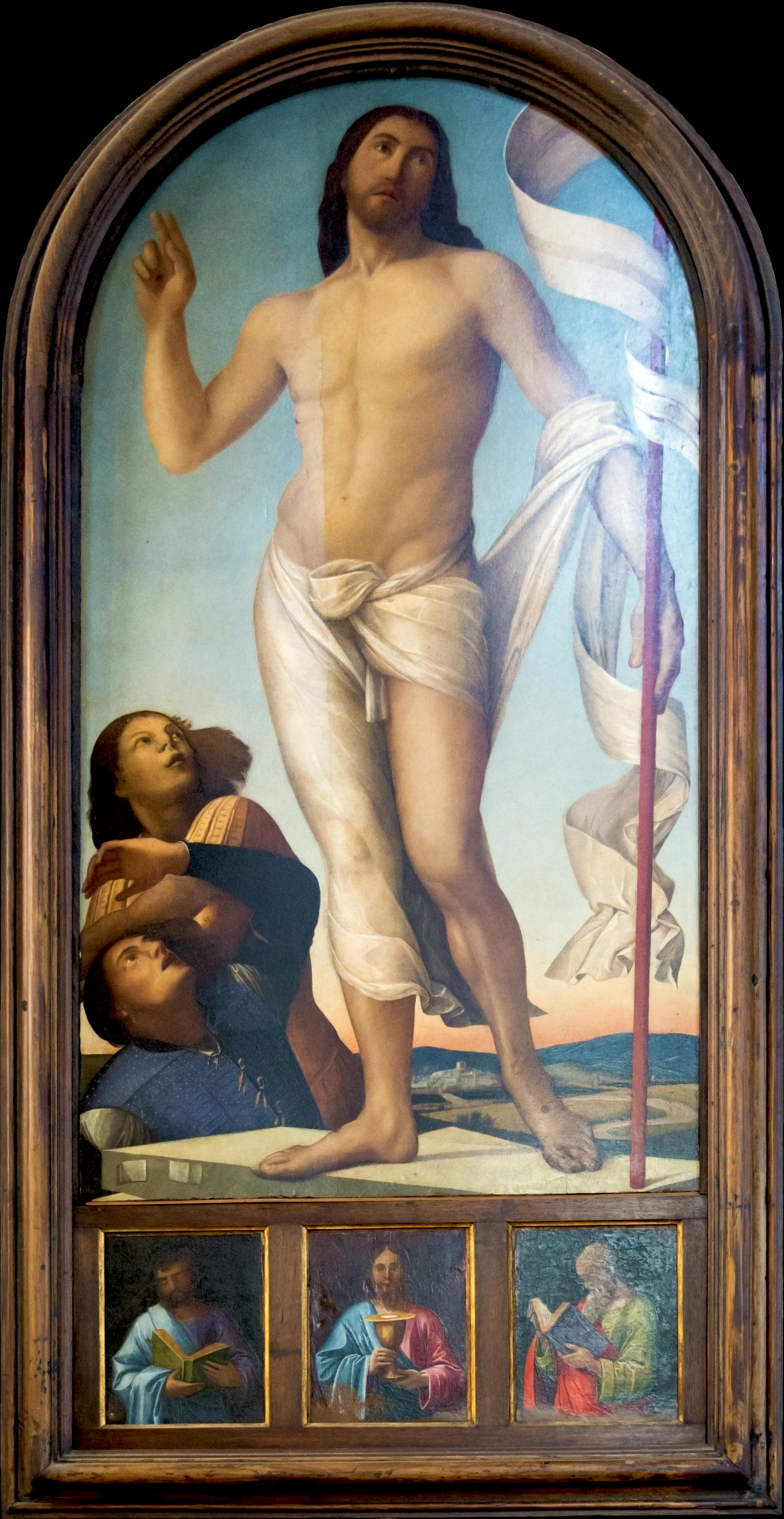
Cristo risorto, 1497-98